# Občanská poradna
Občanská poradna je profesionální podpůrná skupina, v Česku obvykle součást sociálních služeb, která nabízí radu či pomoc těm, kdo si nejsou jisti svými možnostmi, právy a povinnostmi. Smyslem občanské poradny je v takovém případě předávat informace a podporu těm, kteří to potřebují. V občanské poradně pracují odborně školení poradci, jejichž náplní práce je nejen realizace odborného sociálního poradenství, ale obvykle i aktivní snaha o všestranný rozvoj občanského života v regionu. Poradny se řídí při své činnosti platnými právními předpisy, chartou a dalšími standardy občanských poraden, standardy kvality sociálních služeb, etickým kodexem poradce a schválenými stanovami.
Občanské poradny v sociálním systému poskytují bezplatné sociálně-odborné poradenství.

## Zařazení do systému služeb
Občanské poradny jsou součástí sociálních služeb. V systému sociálních služeb jsou zařazeny do služeb sociálního poradenství.

## Náplň činnosti poradce
Poradce v občanské poradně obvykle pomáhá klientovi (tzn. člověku, který se na poradnu obrátí s žádostí o pomoc) při řešení obtížné sociální situace.  Poradce poskytuje klientovi v takovém případě především poradenství, konzultuje s ním problém a navrhuje možnosti řešení. Na žádost klienta může poradce poskytnout aktivní pomoc při sepisování listin a vyplňování formulářů. Informuje o právní úpravě listin. Poskytuje referenční informace o jiných organizacích.
Při řešení problémů poradce využívá průběžně aktualizovanou informační databázi Asociace občanských poraden.

## Asociace občanských poraden
Asociace občanských poraden (dále jen AOP) je sdružení, které podporuje rozvoj sítě občanských poraden. K roku 2017 "AOP sdružuje 40 občanských poraden, jejich detašovaných pracovišť a kontaktních míst, celkem v 84 místech ČR, které ročně zodpoví přes 72 tisíc dotazů."

## Oblasti občanského poradenství
- Bydlení – poradenství zaměřené na závazky a práva nájemního, družstevního či soukromého bydlení.
- Právní systém ČR – poradenství zaměřené na prameny práva a právních vztahů v ČR.
- Daně a poplatky
- Dluhy, zadlužování občanů – poradenství zaměřující se na práva a povinnosti dlužníka (někomu dlužíte) či věřitele (někdo dluží Vám). A případná rizika s tím spojená (exekuce, osobní bankrot, oddlužení).
- Občanské soudní řízení a jeho alternativy – poradenství, které pomáhá se sepsáním žalob, informuje o systému soudů a jak jednat v případě exekucí.
- Občanskoprávní vztahy – informuje o závazcích vyplývajících z vlastnictví, spoluvlastnictví, podílového spoluvlastnictví nebo společného jmění manželů, sousedských vztahů, o náležitostech dědictví, restitucí a smluv.
- Ochrana spotřebitele – poradenství zaměřené na práva a povinnosti ve spotřebitelské oblasti. Například jak uplatnit reklamace výrobků a služeb, odstoupení od smlouvy, prodejní podvody.
- Ochrana základních práv a svobod – poradenství poskytující informace o lidských právech a za jakých podmínek je možné se obrátit na ústavní soud. Jak se bránit či nedopouštět diskriminace.[5]
- Pracovně právní vztahy a zaměstnanost – poradenství lidem, kteří si nejsou jisti svými zaměstnaneckými právy a povinnostmi. Zaměřuje se na spory se zaměstnavatelem, jak jednat v případě nezaměstnanosti a rekvalifikace, výpovědí, vymáhání mzdy.
- Právní systém EU – poradenská oblast určená lidem, kteří chtějí pomoci zorientovat se v právním systému EU, volném pohybu osob v rámci EU a spotřebitelských právech.
- Rodina a mezilidské vztahy – poradenství určené lidem, kteří chtějí uplatnit svá rodičovská a manželská práva, řeší rozvod, vyživovací povinnost, osvojení, pěstounskou péči nebo registrované partnerství. Případně domácí násilí, majetkové vypořádání.
- Sociální dávky poskytované mimo rámec sociálního pojištění – poradenství lidem, kteří si nejsou jisti svým nárokem na státní sociální dávky.
- Sociální pojištění - poradenství lidem, kteří si nejsou jisti svými právy a povinnostmi plynoucími ze zdravotního a sociálního pojištění
- Sociální služby – poradenství lidem, kteří se chtějí zbavit závislosti, obstarat si sociální bydlení nebo zaopatřovací péči.
- Školství a vzdělávání – poradenství poskytující informace o systému školství v České republice.
- Trestní právo – poradenství poskytující informace o soudním řízením a uplatnění práv v případě trestního stíhání, mediace.
- Veřejná správa – poradenství, které poskytuje informace například jak si zařídit živnostenský list, jak se odvolat proti přestupkům, či jak zajistit ochranu soukromých údajů.
- Zdravotní a sociální pojištění

## Zákony
Zákon č. 108/2006 Sb., o sociálních službách určuje sociální poradenství jako činnost, která je základní součástí systému sociálních služeb. Dle § 37 zákona o sociálních službách sociální poradenství zahrnuje poradenství základní a odborné. Základní poradenství jsou povinni zajistit všichni poskytovatelé sociálních služeb. V § 37 v odstavci 3 a 4 je dále uvedeno, "že odborné sociální poradenství je poskytováno se zaměřením na potřeby jednotlivých okruhů sociálních skupin osob v občanských poradnách, manželských a rodinných poradnách, poradnách pro seniory, poradnách pro osoby se zdravotním postižením, poradnách pro oběti trestných činů a domácího násilí a ve speciálních lůžkových zdravotnických zařízeních hospicového typu; zahrnuje též sociální práci s osobami, jejichž způsob života může vést ke konfliktu se společností." Dále tento zákon definuje u odborného sociálního poradenství tyto základní činnosti: "a) zprostředkování kontaktu se společenským prostředím, b) sociálně terapeutické činnosti, c) pomoc při uplatňování práv, oprávněných zájmů a při obstarávání osobních záležitostí."